# Bolaños (kommun)
Bolaños är en kommun i Mexiko.   Den ligger i delstaten Jalisco, i den centrala delen av landet, 600 km nordväst om huvudstaden Mexico City. Antalet invånare är 5 019. Arean är 1 500 kvadratkilometer.
Terrängen i Bolaños är bergig.
Följande samhällen finns i Bolaños:
- Tuxpan de Bolaños
- Bolaños
- El Tepec
- Coamostita
- Mesa de Pajaritos
- Barranca del Tule
- Mesa de los Sabinos
- El Jomate
- El Banco del Venado